# Parascaptia biplagata
Parascaptia biplagata är en fjärilsart som beskrevs av George Thomas Bethune-Baker 1908. Parascaptia biplagata ingår i släktet Parascaptia och familjen björnspinnare. Inga underarter finns listade i Catalogue of Life.